# Phật Tỳ-bà-thi
Phật Tỳ Bà Thi (tiếng Pāli: Vipassī) là vị phật thứ 22 trong 28 vị Phật được miêu tả ở chương 27 của quyển Buddhavamsa., ông cũng là vị phật thứ 998 của Trang Nghiêm kiếp và vị phật đầu tiên trong số bảy vị Phật quá khứ. Phật sử - Buddhavamsa là một văn bản của phật giáo mô tả lại cuộc đời của Phật Thích Ca Mâu Ni và 27 vị Phật trước ngài, nằm trong quyển thứ 14 của Tiểu bộ kinh Khuddaka Nikaya.
Trước Phật Tỳ Bà Thi là Phật Phussa và sau ngài là Phật Sikhī.